# Tropikpivi
För fågelarten Contopus cinereus, se brasilienpivi.
Tropikpivi (Contopus bogotensis) är en fågelart i familjen tyranner inom ordningen tättingar.

## Utseende och läte
Tropikpivin är en liten och grå tyrann med gultonad buk och en kort huvudtofs. Vintertid delar den utbredningsområde med både östpivi och västpivi, men har kortare vingar än dessa, längre stjärt och uppvisar ibland en ljus fläck mellan öga och näbb. Lätet skiljer sig tydligt, där tropikpivins sång består av ett mycket kort och fräsande utbrott.

## Utbredning och systematik
Fågeln delas in i fem underarter med följande utbredning:
- Contopus bogotensis brachytarsus – södra Mexiko (norra Oaxaca, södra Veracruz och Yucatánhalvön, inklusive Cozumel) till Panama väster om Darién Gap.
- Contopus bogotensis rhizophorus – Guanacaste i nordvästra Costa Rica
- Contopus bogotensis aithalodes – ön Coiba utanför södra Panama
- Contopus bogotensis bogotensis – norra och östra Colombia, norra Venezuela och Trinidad samt allra sydligaste Venezuela (södra Amazonas) och angränsande nordvästra Brasilien
- Contopus bogotensis surinamensis – centrala Venzuela (nordvästra Bolívar), Guyanaregionen och nordöstra Brasilien (Amapá till Marajóön).

Den kategoriserades tidigare som del av Contopus cinereus, men urskildes 2016 som egen art av BirdLife International, 2022 av tongivande eBird/Clements och 2023 av International Ornithological Congress. I samband med att arten delades upp flyttades trivialnamnet tropikpivi från cinereus till bogotensis, medan cinereus tilldelades det nya och mer geografiskt korrekta namnet brasilienpivi.

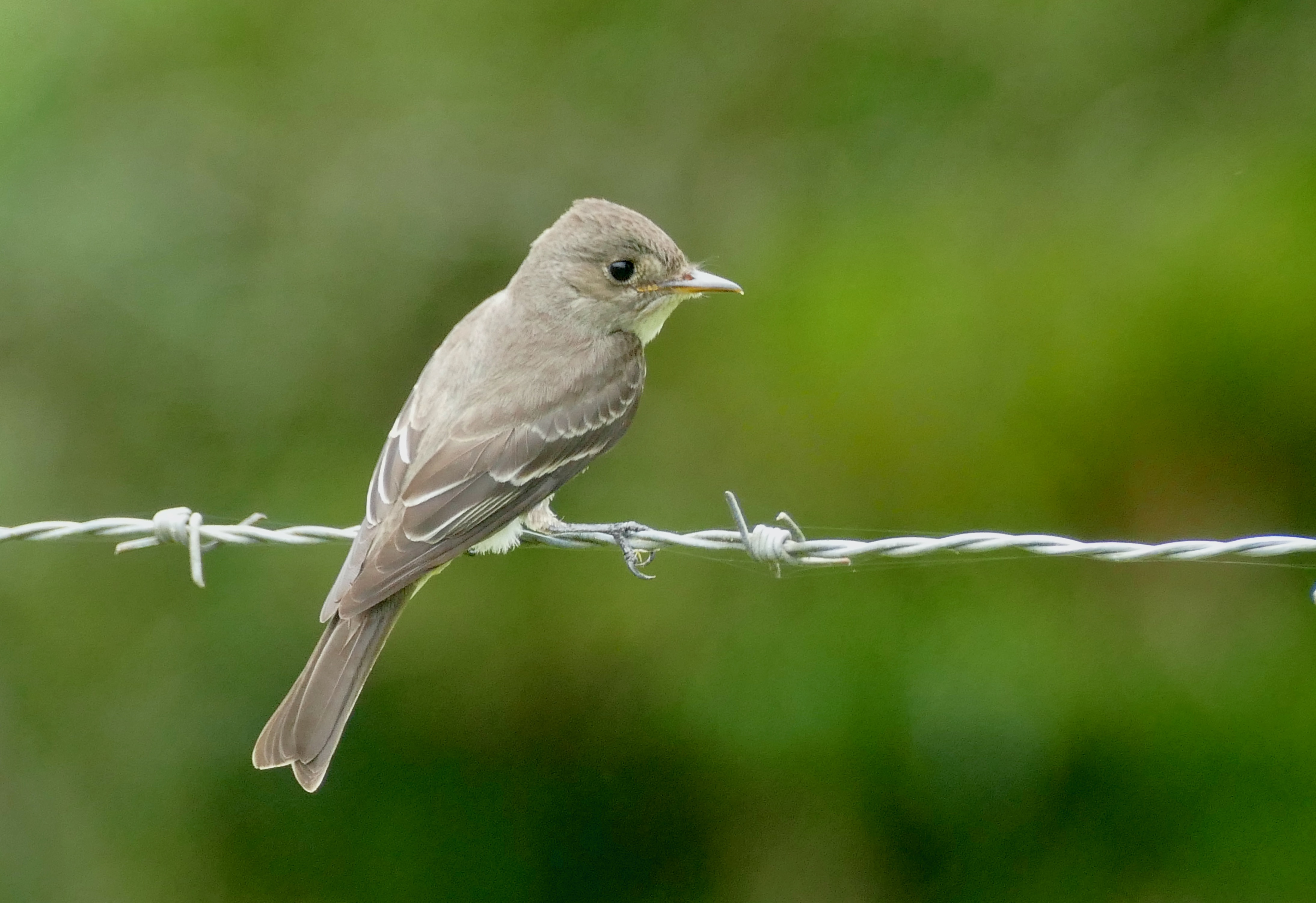
Tropikpivi i Costa Rica.

## Status
Arten har ett stort utbredningsområde och beståndet anses vara stabilt. Internationella naturvårdsunionen IUCN listar den därför som livskraftig (LC).